# آگبانی دارگو

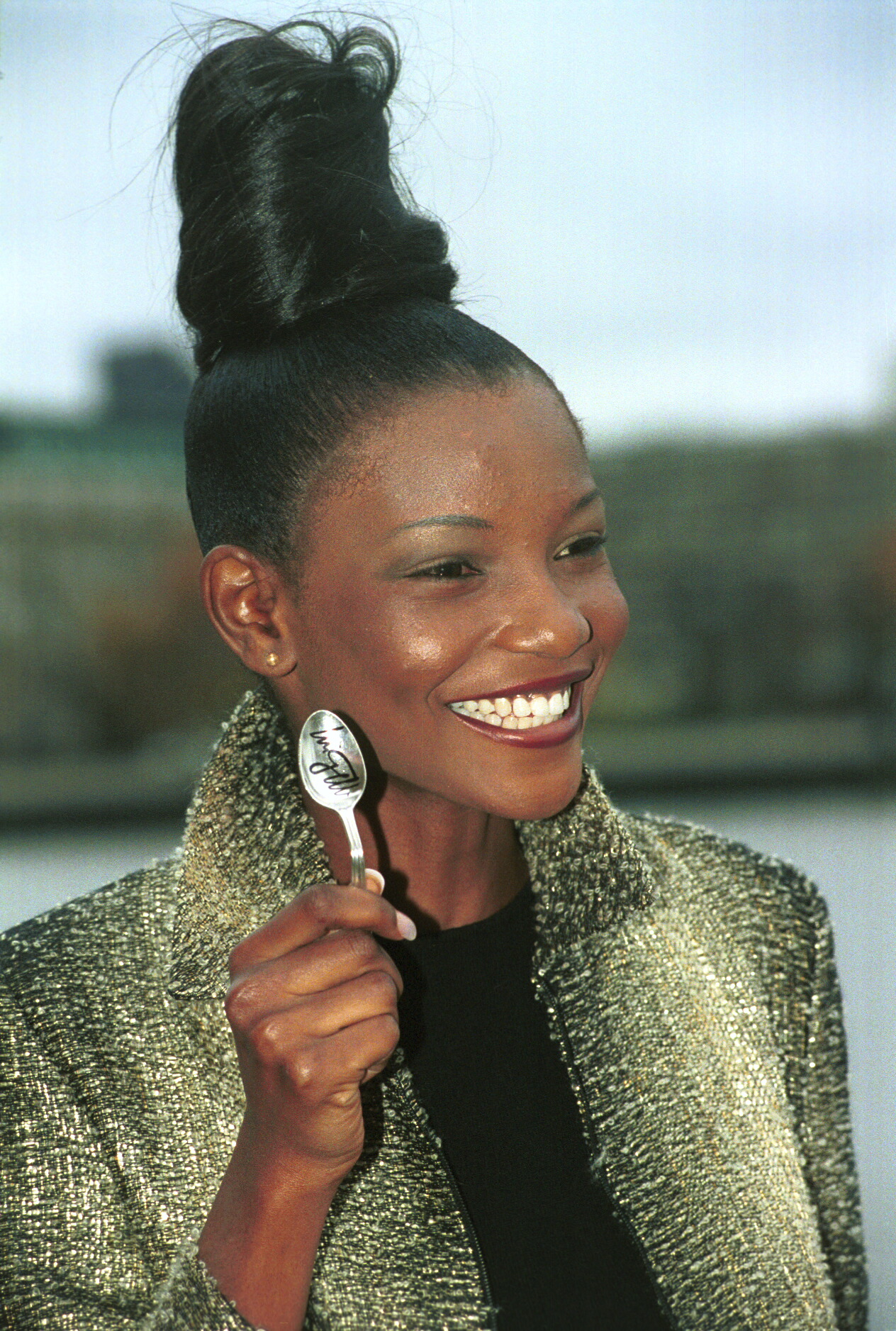
آگبانی دارگو

آگبانی دارگو (انگلیسی: Agbani Darego؛ زادهٔ ۲۲ دسامبر ۱۹۸۳) مدل و ملکه زیبایی اهل نیجریه است. دارگو در سال ۲۰۰۱ نخستین دختر سیاهپوست آفریقایی شد که به عنوان دوشیزه دنیا دست یافت. او از شناخته شده‌ترین مدل‌های نیجریه‌ای است.
وی با نام کامل آگبانی آسنیت دارگو (به انگلیسی: Agbani Asenite Darego) در ۲۲ دسامبر ۱۹۸۳ در نیجریه به دنیا آمده‌است.